# Верейский кремль
Вере́йский кре́мль — несохранившаяся деревянная крепость XIV века в городе Верее, важный форпост Русского государства.
На данный момент сохранился земляной вал и кремлёвский собор XVI века. Вся территория кремля является памятником федерального значения.

## Описание
Наиболее ранняя опись кремля относится к 1704 году. В ширину кремль был 110 метров, в длину 275 метров. Высота земляного вала на западной части была 6,5 метров, ширина около 25 метров. На остальных участках холма вала не было вовсе по причине существования естественных преград, таких как глубокий овраг и склон у реки Протвы. Основной проезд находился с севера со стороны реки.
На земляном валу располагались бревенчатые стены деревянной крепости с двумя башнями. Брёвна были обуглены и обложены с внешней стороны глиной. Внутренний склон вала покрыт песчаником.
«Задняя» башня кремля находилась на восточной оконечности мыса, «угловая» — на месте поворота вала, идущего по южной стороне кремля, к северо-западу. «Передние ворота», очевидно, располагались по гребню вала на расстоянии около 63 м от его юго-западного угла. Они использовались лишь для пешего сообщения и были устроены не в валу, а в деревянной ограде, к этому времени, очевидно, уже достаточно разрушенной.
Площадь кремля ровная, с понижением к востоку. К северу от собора — посадки лип и тополей не менее чем 150-летней давности.

## История
Земляные валы и деревянная крепость датируется XIV веком. Впервые Верея упоминается в 1371 году.
В 1389 году Верея вместе с волостью отдана Дмитрием Донским можайскому князю Андрею Дмитриевичу. В 1410 город был взят и опустошён Едигеем. В 1432 Андрей Дмитриевич выделяет Верею вместе с Белоозером из Можайского княжества своему младшему сыну Михаилу Андреевичу. В 1432—1486 годах Верея являлась столицей Верейского княжества.
В 1445 году, во время похода Михаила Андреевича на Улу-Махмета, литовцы разорили окрестности Вереи. В 1450 году Михаил от великого князя получает Вышегород и некоторые звенигородские волости.
В 1552 году на месте старой церкви XV века был построен собор Рождества Христова, который позднее несколько раз перестраивался. В 1609 году площадь кремля отдана под церковную землю и по большей части занята кладбищем.
В 1625 году в кремле находились:
- Воеводский двор
- Боярский двор
- Двор соборного попа
- Двор Благовещенского попа
- Двор дьяконов
- Двор дьячков
- Двор просвирницы (пекарь просвирок).
- Осадные дворы (часть занята огородами, часть пустая)

В XVII веке деревянные укрепления были утрачены — «в Верее города и острога нет, одна осыпь земляная». Внутри теперь расположился дом воеводы, позднее ставший присутственными местами.
К 1704 году крепость вновь имела деревянные бревенчатые стены и 2 башни с 2 воротами (одни из них были пешеходные). Дорога в крепость проходила по мосту через ров, огибала холм с запада и шла через главные ворота в северной части кремля. Внутри были княжеские терема. В 1784—1800 годах кремль был обнесён валом по всей окружности, лишь с северной части был оставлен проезд. Вероятно, деревянные стены и башни к тому времени вновь были утрачены. В конце XVIII века на территории кремля, помимо собора, находились воеводская канцелярия и дом воеводы, оба деревянные.
В 1812 году кремль был укреплён захватившими город французами. Для защиты сюда из Можайска был отправлен батальон вестфальцев Жюно. По приказу Кутузова, генерал И. С. Дорохов с небольшим отрядом и с помощью местных жителей штурмом взял кремль, истребив гарнизон. Потеряв только 30 человек, 28 сентября Дорохов выбил французов из Вереи, нанеся им урон в 700 человек. За эту блестящую операцию генерал был награждён золотой саблей с надписью: «За освобождение Вереи». Сам Иван Семёнович считал штурм Вереи наиболее значительной из всех своих кампаний и в письме к жителям города выразил желание связать навсегда своё имя с освобождённой им Вереёй и после смерти быть погребённым в Верейском кремле. Его желание было исполнено — в 1815 году тело Дорохова перевезли из Тулы в Верею и захоронили его в подвале Рождественского собора.
В 1838 году построено каменное здание присутственных мест с двумя служебными корпусами. Камень для строительства был добыт из разрушенной крепости Борисова городка, разобранной в 1830 году. Рядом со зданием была построена тюрьма, а позднее, в 1878 году, — тюремная Владимирская церковь.
В 1913 году был установлен памятник И. С. Дорохову. В 1918 году он был повреждён, а позднее демонтирован. На постаменте был установлен бюст Карла Маркса. Рядом были захоронены останки милиционера И. Д. Мазурова, красноармейца И. В. Карелова и Н. Д. Горькова, погибших в период Гражданской войны. В 1924 году был закрыт Рождественский собор.
Во время немецкой оккупации (ноябрь 1941 — январь 1942) был повреждён собор. Чуть ранее, 12 октября 1941 года, снаряд разрушил бюст Маркса. После освобождения города на постаменте, где находился бюст, установили пирамиду со звездой с надписью в память о И. С. Дорохове, а рядом была устроена братская могила. 6 марта 1957 года был торжественно открыт новый памятник Дорохову. Также, на западной оконечности кремля появился памятник Воину-освободителю — копия знаменитого памятника в Трептов-парке. Появление этого памятника в Верее неслучайно — Е. В. Вучетич, скульптор оригинальной фигуры, освобождал Верею во время Великой Отечественной войны. В 1999 году Рождественский собор был открыт вновь.

## Ансамбль кремля
Деревянные башни и стены до наших дней не сохранились.
- Рождественский собор (1552) — построен в 1552 году на месте старой церкви XV века, перестроен в 1693 и 1729—1739 гг. В 1802 году пристроена колокольня. В 1815 году тут похоронили И. С. Дорохова. В 1918 могила была вскрыта и разорена. Сам собор был закрыт с 1924 по 1999 год[6].
- Земляной вал — имеет высоту 6 метров. Насыпан в XIV веке.
- Здание присутственных мест (1838) — сейчас тут Верейский психоневрологический интернат.
- Владимирская церковь (1878) — на территории психоневрологического интерната.
- Памятник И. С. Дорохову — изначально установлен в 1913 году. В 1918 разрушен, на постамент установлен бюст Карла Маркса, взорванный в октябре 1941 года. Нынешний памятник установлен 6 марта 1957[5].
- Братская могила времён Великой Отечественной войны — у памятника Дорохову. Включает в себя скульптуру.
- Могила героев Гражданской войныБратская могила героев Гражданской войны (1918) — могила Николая Дмитриевича Горькова, члена Верейского уисполкома (родом из д. Моденово, погиб на фронтах Гражданской войны); Ивана Васильевича Карелова, красноармейца верейской караульной роты (родом из д. Грачево (ныне урочище в 1 км северней д. Митинки), убит во время кулацкого восстания в д. Колодези); Ивлия Дмитриевича Мазурова, милиционера (родом из д. Васильево, убит кулаками в ноябре 1918 во время восстания в Вышегородской волости).
- Памятник Воину-освободителю — уменьшенная копия памятника, расположенного в Трептов-парке.
- 2 фигуры солдата — находятся по обе стороны кремлёвского холма.

## Археологические раскопки
В 1946-47 годах под эгидой Государственного исторического музея на территории кремля были проведены раскопки. Экспедицией руководила Л. А. Голубева. Раскопки носили разведывательный характер и явились первыми раскопками в Верее вообще.